# Eta Tyrmand
Eta Tyrmand (biał. Эта Майсееўна Ты́рманд, Eta Majsiejeŭna Tyrmand; ros. Эта Моисеевна Тырманд; ur. 23 lutego 1917 w Warszawie, zm. 29 kwietnia 2008) – białoruska kompozytorka.

## Życiorys
Jej ojciec był robotnikiem, matka zajmowała się domem. Ojciec i wujek śpiewali w chórze Wielkiej Synagogi na Tłomackiem. Eta Tyrmand początkowo uczyła się gry na pianinie na prywatnych lekcjach, a później przez rok była uczennicą Szkoły Muzycznej im. Fryderyka Chopina w klasie Henryka Melcera. W 1938 r. ukończyła Konserwatorium Warszawskie na wydziale chóralnym u prof. Stanisława Kazury. W latach 1938–1939 pracowała w Prywatnej Szkole Tańca Artystycznego i Gimnastyki Rytmicznej Ruth Abramowitsch-Sorel, a także współpracowała z teatrami żydowskimi, improwizując na fortepianie podczas przedstawień.
Po wybuchu II wojny światowej, w 1939 r. wyjechała do Mińska, gdzie zamieszkała w internacie konserwatorium muzycznego i mogła kontynuować studia. Wkrótce jednak musiała stamtąd uciekać i przeniosła się wraz z mężem, Mieczysławem Turszem, do Frunze. Prowadziła tam zespół muzyczny przy fabryce, chór w sierocińcu, akompaniowała na zajęciach baletowych i grała koncerty w szpitalach. Komponowała pieśni oraz muzykę instrumentalną. W 1941 r. przystąpiła do ruchu oporu.
W 1948 r. wróciła do Mińska i ponownie podjęła studia. W 1949 r. ukończyła Białoruskie Konserwatorium Państwowe w klasie fortepianu klasycznego, a w 1952 r. na wydziale kompozycji. W 1954 r. została członkinią Związku Kompozytorów Radzieckich i oficjalnie pierwszą kompozytorką w historii Białorusi. Przez prawie 40 lat kształciła młodych muzyków w Białoruskim Konserwatorium Państwowym.

## Twórczość
Eta Tyrmand komponowała głównie muzyką kameralną i chóralną. 

### Wybrane kompozycje:
Muzyka instrumentalna:
- 5 Preludiów na fortepian (1948)
- Wariacje na fortepian (1950)
- dwie Sonaty fortepianowe (1969 i 1980),
- trzy Sonaty na skrzypce i fortepian (1950, 1972, 1980),
- Sonata na altówkę i fortepian (1961),
- Improwizacja elegijna na skrzypce i fortepian (1989),
- dwa Koncerty fortepianowe (1952, 1956)

Muzyka wokalna obejmuje przede wszystkim utwory chóralne i cykle pieśni z tekstami Maksima Bahdanovicza, Federico Garcíi Lorki i innych.